# San Ignacio (Chile)
San Ignacio es un pueblo y capital de la comuna de San Ignacio, en la Región de Ñuble.

## Demografía
Esta comuna está ubicada 32 km al sur de la ciudad de Chillán. Posee una superficie de 362,3 km² y una población de 16.499 habitantes aproximadamente.
San Ignacio fue fundada por los hermanos Faustino y Basilio Sandoval Rivas, el 20 de octubre de 1848, al repartirse sus tierras. Con fecha 19 de mayo de 1871 recibe el título de villa de San Ignacio. El nombre lo lleva en honor al intendente José Ignacio García.
La principal actividad económica de la comuna es la agricultura, esencialmente por el clima que posee.

## Personas connotadas vinculadas a San Ignacio
- Manuel Jesús Ortíz
- Víctor Jara

## Medios de comunicación
La localidad de San Ignacio posee 2 radioemisoras:
- Radio Atractiva: Radioemisora local que transmite desde San Ignacio, (radio antes llamada Mágica) Nació en el año 1997, transmite en Frecuencia Modulada (FM) y en línea, su cobertura es San Ignacio y comunas vecinas. Es propiedad de los señores Ariel Flores Vilches y Gabriel Chandia Fuentes. Actualmente se puede escuchar en el 95.3 FM, tiene página web y señal en línea en www.atractiva.cl Archivado el 10 de enero de 2015 en Wayback Machine.
- Radio Alternativa: Radioemisora comunitaria de carácter evangélico, solo cubre San Ignacio, pertenece a la Iglesia Metodista Libre de Chile, transmite actualmente en la FM 107.9, no posee página web ni señal en línea.

- San Ignacio Te Informa:También Cuenta con un Medio de noticias Electrónico conformados por dos administradores que viven en la comuna y no poseen cargos municipales,informando con noticias constantes sobre la comuna.